# Ergates
Ergates is een kevergeslacht uit de familie van de boktorren (Cerambycidae). De wetenschappelijke naam van het geslacht werd voor het eerst geldig gepubliceerd in 1832 door Audinet-Serville.

## Soorten
Ergates is monotypisch en omvat slechts de volgende soort:
- Ergates faber (Linnaeus, 1761)